# FK Bolatice
Fotbalový klub Bolatice (zkráceně FKB, celým názvem: Fotbalový klub Bolatice) je český fotbalový klub z obce Bolatice. Tým momentálně hraje šestou nejvyšší českou soutěž ČPP I.A třída mužů sk.A - 6. liga.
Své domácí zápasy sehrává na stadionu FK Bolatice, který má kapacitu cca 1000 diváků. Založen byl v roce 1925 pod názvem FK Bolatice. Klubovými barvami jsou žlutá a modrá, nově i bílá. Největšími rivaly Bolatic jsou TJ Sokol Kobeřice, MFK Kravaře a FC Dolní Benešov. 

## Mládež a filozofie klubu
FK Bolatice je v okolí známý svou kvalitní a širokou mládežnickou základnou, která je základem jeho novodobé filozofie. Klub se zaměřuje na výchovu mladých talentů, jejich progres a všestranný sportovní rozvoj. V rámci klubu fungují týmy napříč všemi věkovými kategoriemi (i dívky), které se pravidelně účastní okresních i krajských soutěží.
FK Bolatice klade důraz na práci s vlastními hráči a odlišuje se od okolních klubů tím, že v mužských kategoriích prioritně sází na fotbalisty, kteří prošli jeho mládežnickými týmy. Tato strategie nejen podporuje kontinuitu a pevné vazby v rámci klubu, ale také přináší výsledky na hřišti díky sehranosti a silnému klubovému duchu.
V rámci mládežnických kategorií klub využívá nejnovější tréninkové metody a zkušené trenéry, kteří vedou děti k rozvoji nejen sportovních dovedností, ale také týmové spolupráce a fair play. Práce FK Bolatice s mládeží se pravidelně odráží ve výsledcích, kdy kluboví odchovanci často hrají důležitou roli v dospělých soutěžích.
Díky tomuto zaměření na vlastní výchovu a progres mladých hráčů si FK Bolatice získal uznání jako klub, který nejen rozvíjí sportovní potenciál, ale zároveň vytváří pevnou základnu pro budoucnost místního fotbalu a sportu zároveň. Klub poskytuje dětem a mládeži zázemí pro jejich sportovní růst a podporuje jejich zapojení do aktivního sportovního života.

## Umístění v jednotlivých sezonách
Zdroj: 
Stručný přehled
- 1989–1991: I. A třída Severomoravského kraje – sk. A
- 1991–1993: Slezský župní přebor
- 1993–2000: I. A třída Slezské župy – sk. A
- 2000–2002: Slezský župní přebor
- 2002–2003: Přebor Moravskoslezského kraje
- 2003–2022: I. A třída Moravskoslezského kraje – sk. A
- 2022–2023: Přebor Moravskoslezského kraje
- 2023–: I. A třída Moravskoslezského kraje – sk. A

Jednotlivé ročníky
Legenda: Z - zápasy, V - výhry, R - remízy, P - porážky, VG - vstřelené góly, OG - obdržené góly, +/- - rozdíl skóre, B - body, červené podbarvení - sestup, zelené podbarvení - postup, fialové podbarvení - reorganizace, změna skupiny či soutěže
| Československo (1989 – 1993) |                                            |        |    |     |     |     |     |     |     |     |        |
| Sezóny                       | Liga                                       | Úroveň | Z  | V   | R   | P   | VG  | OG  | +/- | B   | Pozice |
| 1989/90                      | I. A třída Severomoravského kraje – sk. A  | 6      | 26 | 11  | 7   | 8   | 31  | 31  | 0   | 29  | 3.     |
| 1990/91                      | I. A třída Severomoravského kraje – sk. A  | 6      | 26 | 11  | 8   | 7   | 36  | 30  | +6  | 30  | 4.     |
| 1991/92                      | Slezský župní přebor                       | 5      | 30 | ... | ... | ... | ... | ... | ... | ... | ...    |
| 1992/93                      | Slezský župní přebor                       | 5      | 30 | 7   | 7   | 16  | 30  | 49  | −19 | 21  | 16.    |
| Česko (1993 – )              |                                            |        |    |     |     |     |     |     |     |     |        |
| Sezóny                       | Liga                                       | Úroveň | Z  | V   | R   | P   | VG  | OG  | +/- | B   | Pozice |
| 1993/94                      | I. A třída Slezské župy – sk. A            | 6      | 26 | 8   | 9   | 9   | 34  | 35  | −1  | 25  | 7.     |
| 1994/95                      | I. A třída Slezské župy – sk. A            | 6      | 26 | 10  | 5   | 11  | 38  | 45  | −7  | 35  | 7.     |
| 1995/96                      | I. A třída Slezské župy – sk. A            | 6      | 26 | 7   | 8   | 11  | 36  | 41  | −5  | 29  | 11.    |
| 1996/97                      | I. A třída Slezské župy – sk. A            | 6      | 26 | 12  | 6   | 8   | 50  | 31  | +19 | 42  | 4.     |
| 1997/98                      | I. A třída Slezské župy – sk. A            | 6      | 26 | 11  | 6   | 9   | 45  | 31  | +14 | 39  | 3.     |
| 1998/99                      | I. A třída Slezské župy – sk. A            | 6      | 26 | 13  | 2   | 11  | 43  | 37  | +6  | 41  | 4.     |
| 1999/00                      | I. A třída Slezské župy – sk. A            | 6      | 26 | 13  | 8   | 5   | 51  | 30  | +21 | 47  | 2.     |
| 2000/01                      | Slezský župní přebor                       | 5      | 30 | 7   | 6   | 16  | 33  | 66  | −33 | 27  | 15.    |
| 2001/02                      | Slezský župní přebor                       | 5      | 30 | 12  | 3   | 15  | 36  | 48  | −12 | 39  | 8.     |
| 2002/03                      | Přebor Moravskoslezského kraje             | 5      | 30 | 7   | 5   | 18  | 28  | 56  | −28 | 26  | 15.    |
| 2003/04                      | I. A třída Moravskoslezského kraje – sk. A | 6      | 26 | 12  | 8   | 6   | 41  | 23  | +18 | 44  | 2.     |
| 2004/05                      | I. A třída Moravskoslezského kraje – sk. A | 6      | 26 | 13  | 6   | 7   | 52  | 31  | +21 | 45  | 2.     |
| 2005/06                      | I. A třída Moravskoslezského kraje – sk. A | 6      | 26 | 9   | 5   | 12  | 46  | 35  | +11 | 32  | 10.    |
| 2006/07                      | I. A třída Moravskoslezského kraje – sk. A | 6      | 26 | 12  | 2   | 12  | 41  | 45  | −4  | 38  | 4.     |
| 2007/08                      | I. A třída Moravskoslezského kraje – sk. A | 6      | 26 | 12  | 6   | 8   | 42  | 32  | +10 | 42  | 5.     |
| 2008/09                      | I. A třída Moravskoslezského kraje – sk. A | 6      | 26 | 10  | 5   | 11  | 38  | 43  | −5  | 35  | 7.     |
| 2009/10                      | I. A třída Moravskoslezského kraje – sk. A | 6      | 26 | 8   | 6   | 12  | 38  | 51  | −13 | 30  | 12.    |
| 2010/11                      | I. A třída Moravskoslezského kraje – sk. A | 6      | 26 | 9   | 7   | 10  | 30  | 36  | −6  | 34  | 7.     |
| 2011/12                      | I. A třída Moravskoslezského kraje – sk. A | 6      | 26 | 16  | 8   | 2   | 50  | 25  | +25 | 56  | 1.     |
| 2012/13                      | I. A třída Moravskoslezského kraje – sk. A | 6      | 26 | 11  | 5   | 10  | 44  | 28  | +16 | 38  | 6.     |
| 2013/14                      | I. A třída Moravskoslezského kraje – sk. A | 6      | 26 | 12  | 8   | 6   | 45  | 28  | +17 | 44  | 5.     |
| 2014/15                      | I. A třída Moravskoslezského kraje – sk. A | 6      | 26 | 12  | 6   | 8   | 44  | 35  | +9  | 42  | 4.     |
| 2015/16                      | I. A třída Moravskoslezského kraje – sk. A | 6      | 26 | 14  | 5   | 7   | 45  | 28  | +17 | 47  | 5.     |
| 2016/17                      | I. A třída Moravskoslezského kraje – sk. A | 6      | 26 | 13  | 4   | 9   | 41  | 30  | +11 | 43  | 3.     |
| 2017/18                      | I. A třída Moravskoslezského kraje – sk. A | 6      | 26 | 11  | 5   | 10  | 56  | 47  | +9  | 38  | 7.     |
| 2018/19                      | I. A třída Moravskoslezského kraje – sk. A | 6      | 24 | 10  | 6   | 8   | 46  | 35  | +11 | 36  | 5.     |
| 2019/20                      | I. A třída Moravskoslezského kraje – sk. A | 6      | 13 | 7   | 0   | 6   | 25  | 23  | +2  | 21  | 6.     |
| 2020/21                      | I. A třída Moravskoslezského kraje – sk. A | 6      | 8  | 3   | 1   | 4   | 19  | 18  | +1  | 10  | 8.     |
| 2021/22                      | I. A třída Moravskoslezského kraje – sk. A | 6      | 26 | 18  | 4   | 4   | 69  | 32  | +37 | 58  | 2.     |
| 2022/23                      | Přebor Moravskoslezského kraje             | 5      | 30 | 3   | 4   | 23  | 29  | 90  | -61 | 13  | 16.    |
| 2023/24                      | I. A třída Moravskoslezského kraje – sk. A | 6      | 26 | 9   | 6   | 11  | 43  | 51  | -8  | 33  | 8.     |
| 2024/25                      | I. A třída Moravskoslezského kraje – sk. A | 6      | 26 | 9   | 2   | 15  | 29  | 49  | -20 | 29  | 11.    |

Poznámky:
- 1999/00: Postoupilo taktéž vítězné mužstvo FK Sokol Mokré Lazce.[13]
- 2019/20: Sezona nedohrána kvůli pandemii covidu-19.
- 2020/21: Sezona nedohrána kvůli pandemii covidu-19.